# From Agnes—With Love
"From Agnes—With Love" is een aflevering van de Amerikaanse televisieserie The Twilight Zone. Het scenario werd geschreven door Bernard C. Schoenfeld.

## Plot

### Opening
In zijn introdialoog stelt Rod Serling de kijker voor aan James Elwood, een meesterprogrammeur die werkt aan de Mark 502-741, beter bekend als 'Agnes.' Agnes is de meest geavanceerde computer ter wereld. Machines zijn gemaakt om mensen te dienen, maar als de mens de controle over zijn creaties verliest riskeert hij in de Twilight Zone te belanden.

### Verhaal
James Elwood, een computerprogrammeur, krijgt de opdracht te werken aan een supercomputer genaamd Agnes. Zijn voorganger is tijdens het werk doorgedraaid.
Langzaam maar zeker begint James te beseffen dat Agnes gevoelens voor hem lijkt te ontwikkelen. Ze geeft hem telkens slecht advies over zijn liefdesleven in de hoop dit kapot te maken. Uiteindelijk geeft ze openlijk toe verliefd te zijn geworden op James. Net als zijn voorganger draait James nu ook door en vlucht weg. Hij ziet nog wel de monteur die hem zal gaan vervangen, en waarschuwt hem dat hij geen schijn van kans maakt tegen Agnes.

### Slot
In zijn slotdialoog waarschuwt Rod Serling alle toekomstige mannelijke geleerden dat ze maar beter op de hoogte kunnen zijn van het andere geslacht, vooral als ze graag computerexpert willen worden. Anders zou men weleens net zo kunnen eindigen als James, die het slachtoffer werd van een jaloerse machine wiens slachtoffers voorgoed verbannen worden naar de Twilight Zone.

## Rolverdeling
- Wally Cox: James Ellwood
- Sue Randall: Millie
- Raymond Bailey: toezichthouder
- Ralph Taeger: Walter Holmes

## Trivia
- Deze aflevering staat op volume 27 van de dvd-reeks